# Marianna Zmarzły
Marianna Zmarzły – Polka uhonorowana medalem Sprawiedliwy wśród Narodów Świata.

## Życiorys
Podczas II wojny światowej Marianna Zmarzły wraz z mężem Piotrem ukrywali od 1942 roku w swoim domu we wsi Odrzywół (obecnie Kostrzeszyn) dwie Żydówki: Marię Smaczyńską i Helenę Bejską. Obie uciekły z jednego z transportów z Wiślicy do obozu zagłady w Treblince. Ukrywano je na strychu chlewni połączonej ze stodołą. W ten sposób doczekały końca wojny.
Po zakończeniu wojny Maria Smaczyńska wyszła za mąż i zamieszkała w Odrzywole, a Helena Bejska wyjechała do Kanady i razem z córką zamieszkała w Toronto.
W 2006 została wraz z mężem Piotrem pośmiertnie uznana za przez Instytut Jad Waszem za Sprawiedliwą wśród Narodów Świata. Wręczenie medalu nastąpiło 15 listopada 2007 – podczas uroczystości w Sosnowcu z rąk Josefa Lewiego, ambasadora Izraela, medal odebrał Zenon Zmarzły, syn odznaczonych.